# Plexipomisis
Plexipomisis is een geslacht van neteldieren uit de klasse van de Anthozoa (bloemdieren).

## Soorten
- Plexipomisis elegans (Thomson & Mackinnon, 1911)
- Plexipomisis thetis Alderslade, 1998